# Fulford (North Yorkshire)
Fulford is een civil parish in het bestuurlijke gebied City of York, in het Engelse graafschap North Yorkshire. In 2001 telde het civil parish 2595 inwoners.

## Geboren
- Eric Drummond (1876-1951), diplomaat en de eerste secretaris-generaal van de Volkenbond, de voorloper van de Verenigde Naties